# Кувертюр (шоколад)

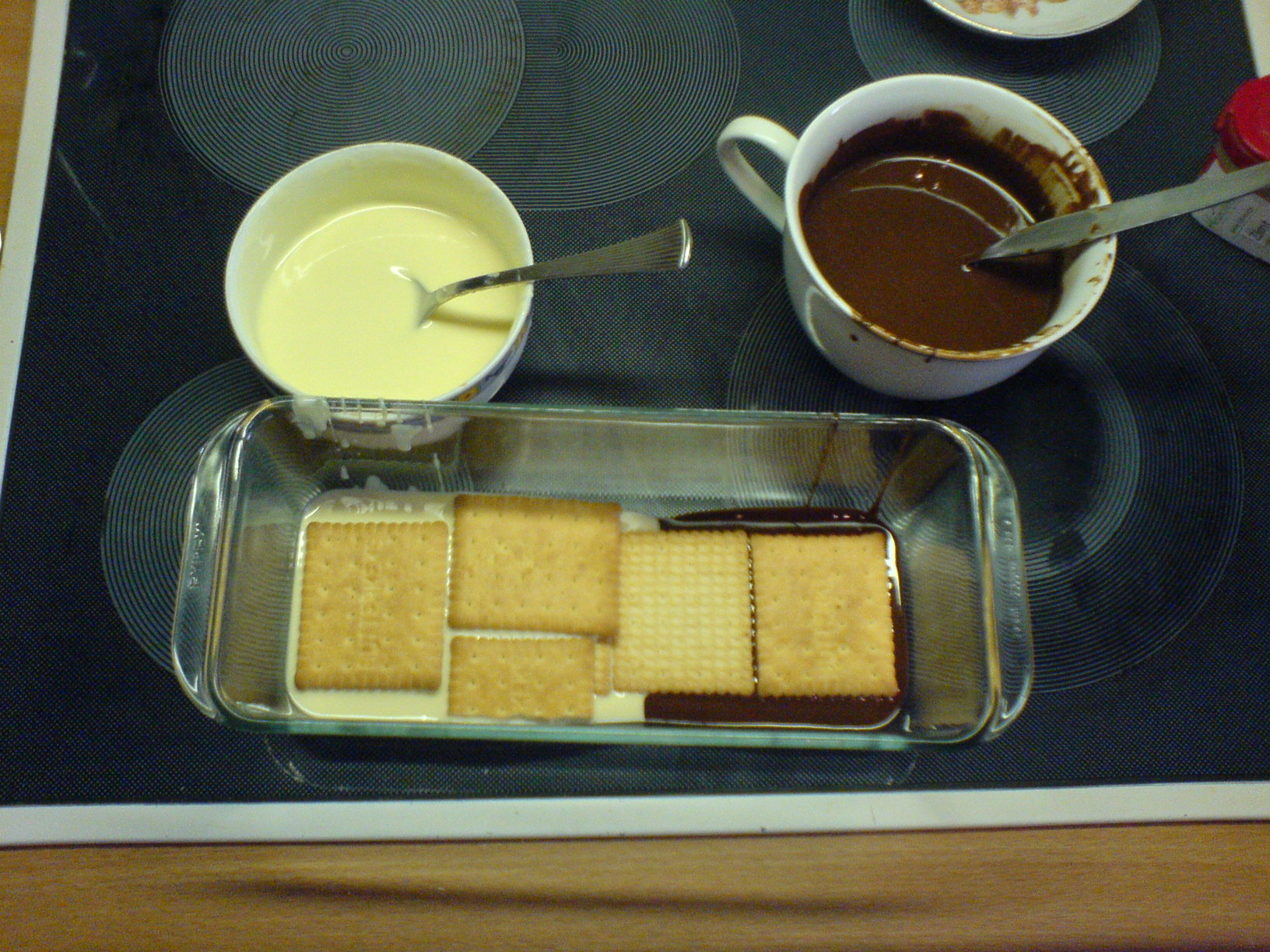
Подогретый шоколад кувертюр для выпечки

Кувертюр (фр. couverture ) — шоколад высокого качества, который содержит больший процент какао-масла (32-39 %), чем для выпечки или еды. Также отличается особой степенью измельчения бобов какао.
Дополнительное количество какао-масла в сочетании с правильным темперированием (процесс нагревания и охлаждения шоколада до определённых температур для его затвердевания) придаёт шоколаду больше блеска, более выраженный «хруст» при разламывании и сливочно-мягкий вкус.
Общий «процент», указанный для многих марок шоколада, основан на некоторой комбинации какао-масла по отношению к сухому какао. Чтобы продукт из тёмного шоколада был обозначен как «кувертюр», он должен содержать не менее 35 % сухого какао, включая не менее 31 % какао-масла и не менее 2,5 % сухих обезжиренных твёрдых веществ какао, молочный шоколадный кувертюр должен содержать не менее 25 % сухих веществ какао. Кувертюр используется профессионалами для окунания, нанесения покрытий, формования и украшения. Из него получается гладкая, однородная глазурь с глянцевым блеском.
Термин «шоколадный кувертюр» отличается от «комбинированный шоколад» (compound chocolate): это более дешёвый продукт, изготовленный из комбинации какао, растительных жиров и подсластителей.
Некоторые марки кувертюра расфасовываются темперированные, а другие — нет. Последующее темперирование может потребоваться или не потребоваться, в зависимости от цели и желаемых характеристик конечного продукта.